# 八森駅
八森駅（はちもりえき）は、秋田県山本郡八峰町八森中浜にある、東日本旅客鉄道（JR東日本）五能線の駅である。八峰町の代表駅で、旧八森町の中心に近い。

## 歴史
1926年（大正15年）に椿駅として開業した。1959年（昭和34年）に八森町役場の移転に伴い、まず同年10月1日に隣の八森駅が東八森駅に改称され、同年11月1日に椿駅が八森駅と改称された。なお、この後1965年（昭和40年）に紀勢本線の紀伊椿駅が椿駅に改称している。

### 年表
- 1926年（大正15年）
  - 4月26日：鉄道省（→国鉄）の椿駅（つばきえき）として山本郡八森村に開業[2]。椿機関車駐泊所を設置。
  - 11月24日：椿機関車駐泊所を廃止。
- 1959年（昭和34年）11月1日：八森駅に改称[2]。
- 1983年（昭和58年）4月1日：専用線発着の車扱貨物の設定を廃止。

駅北西（海側）にあった日本海金属発盛製錬所まで電化した専用線が伸びており、金属製品の輸送を行っていた。当初は軌間762ミリメートルであったものを国鉄との連絡のため1067ミリメートルに改軌し、小型電気機関車が貨車を牽引していたが精錬所の閉鎖に伴い廃止された。跡地は工業団地になったが、その後も駅構内や団地の一部に当時の遺構が残されており、その姿を垣間見ることが出来る。
- 1984年（昭和59年）7月12日：合理化により、駅員無配置駅となり[4]、簡易委託化。
- 1985年（昭和60年）12月1日：八森町商工会館（現・白神八峰商工会）併設した新駅舎竣工。八森町長・八森町議会・国鉄秋田鉄道管理局長・商工会連合会長らを招いて竣工式を挙行した[5]。
- 1987年（昭和62年）4月1日：国鉄分割民営化により、東日本旅客鉄道の駅となる[6]。
- 1990年頃：簡易委託を解除し、無人化。
- 2002年（平成14年）：東北の駅百選に選定される。
- 2003年（平成15年）4月1日：岩館駅管理から能代駅管理に変更となる。
- 2020年（令和2年）4月1日：能代駅の業務委託化に伴い、東能代駅管理となる。
- 2024年（令和6年）10月1日：えきねっとQチケのサービスを開始[1][7]。

## 駅構造
島式ホームの片面を使用した単式ホーム1面1線を有する地上駅である。元々は島式・単式混合2面3線を有していた。かつては駅脇にあった精錬所への電化された専用線が出ていた（前述）。駅舎は秋田杉で建造されたもので、白神八峰商工会と併設している。
東能代統括センター（東能代駅）の無人駅である。かつては簡易委託駅であった。

## 駅周辺
- 八森郵便局
- 八峰町立八森小学校
- 雄島
- 秋田銀行八森支店
- 八峰町巡回バス「八森駅前」停留所

## その他
「秋田杉で建てられた雰囲気のある駅舎」として、東北の駅百選に選定された。

## 隣の駅
東日本旅客鉄道（JR東日本）
■五能線
□快速
通過
■普通
東八森駅 - 八森駅 - 滝ノ間駅